# Ґорґо (фільм)
«Ґорґо» (англ. Gorgo) — британський фантастичний фільм про гігантських монстрів 1961 року, знятий Єженом Лур'є. Це перший фільм про Ґорґо, пізніше були створені декілька короткометражних продовжень. Фільм був створений як відповідь на серію японських фільмів про Ґодзіллу. Це один з перших кольорових фільмів про гігантських монстрів. У США фільм розповсюджувала кінокомпанія Metro-Goldwyn-Mayer. 

## Сюжет
В Ірландському морі відбувається сильне виверження вулкана, через що на його місці утворюється острів. Трохи пізніше на поверхню спливають химерні риби. Слідом за ними з моря з'являється величезне морське чудовисько, гігантський динозавр Ґорґо, який виходить на сушу і нападає на місцеве село рибалок. Ґорґо насилу вдається загнати назад в море, а на наступний день на чудовисько починають полювати — його ловить відчайдушний капітан-рибалка Раян, який, не дивлячись на протести Шона — пасинка керуючого селом, вирішує відвезти монстра в Лондон для його показу в цирку. Плани Раяна збуваються, хоча в Лондоні під час транспортування Ґорґо один раз намагається вирватися на свободу, внаслідок чого гине друг Раяна Сем.
Вистави з Ґорґо мають величезний успіх, але вчені, які дізнаються про це, починають побоюватися, що Ґорґо — не єдине морське чудовисько з Ірландського моря. Їх підозри виявляються недаремними — незабаром з морських глибин з'являється мати Горго — Огра, та руйнує село, де був спійманий Ґорґо, після чого, пливе в Лондон. Вся військова техніка виявляється безсилою проти дорослого монстра. Орга руйнує будинки, Біг-Бен, інші визначні пам'ятки. Зрештою, чудовисько знаходить свого сина Ґорґо і вони разом вирушають назад в Ірландське море, залишивши після себе в руїнах півміста.
Шон, який спостерігав за цим, вимовляє фінальну фразу: «Вони йдуть, вони повертаються до себе додому».

## Монстри
- Ґорґо
- Огра
- Химерні риби

## В ролях[1]
- Білл Треверс — Раян
- Вінсент Вінтер — Шон
- Вільям Сільвестр — Сем
- Крістофер Роудс — Мак'Картін
- Джозеф О'Коннор — професор Хендрікс
- Моріс Кофман — репортер
- Брюс Сетон — професор Флаєрті
- Безіл Дігнам — адмірал Брукс
- Мартін Бенсон — Доркін

## Виробництво
До початку 1960-х років режисер Єжен Лур'є вже був відомий своїми двома фільмами про гігантських монстрів. Перший, «Чудовисько з глибини 20 000 сажнів», був знятий в 1953 році, другий — «Бегемот, морський монстр» — в 1959 році. В обох фільмах з моря з'являються гігантські монстри, яких вдається знищити за допомогою хімічної зброї. Дочка Єжена Лур'є сильно плакала, бачачи смерть тварин, тому в новому фільмі Лур'є вирішив залишити в живих обох монстрів.
Спочатку Лур'є не планував задіювати в новому фільмі військових та військову техніку. Він вважав, що армія може знищити тварину будь-якого розміру. Однак за проханням сценаристів, які вважали, що марні спроби протистояти монстру тільки посилять ефект від побаченого, він все ж додав їх. Пізніше Лур'є придбав фільм для приватного використання, та вирізав всі сцени з військовими. Фільм став третім і останнім фільмом про монстрів, знятим Лур'є.
В якості місця, в якому відбуваються основні події фільму, розглядалися Токіо, Париж і навіть міста Австралії. В кінцевому підсумку місцем подій був обраний Лондон. Також було вирішено зняти фільм в кольорі.
Епізод, в якому Ґорґо везуть по вулицях Лондона, знімався вранці у вихідний день, коли не було особливого сильного руху на дорогах.

## Цікаві факти
- Ґорґо вперше з'являється на вигаданому острові Нара. Таку назву носить одна з епох в історії Японії, що таким чином натякає на Ґодзіллу.
- У фільмі можна помітити вивіски з рекламою Кока-Коли.
- Мати Ґорґо звуть «Орга». Цікаво, що схоже ім'я («Орга») носить монстр-антагоніст у фільмі «Ґодзілла 2000: Міленіум». Насправді схожість випадкова. Слово «Орга» походить від назви клітин Ґодзілли «Органайзер-G1», які допомагають йому регенеруватися.
- За мотивами фільму в першій половині 1960-х років було випущено кілька коміксів.
- У 1998 році кілька сцен з фільму були показані в комедійному телесеріалі «Таємничий науковий театр 3000», при цьому права на їх показ минули в той же день, тому серію показували двічі протягом дня[3].
- Уривок із фільму присутній в одній із серій комедійного телесеріалу «Всі ненавидять Кріса».